# 21622 Victorshia
A 21622 Victorshia (ideiglenes jelöléssel 1999 LV22) a Naprendszer kisbolygóövében található aszteroida. A LINEAR projekt keretében fedezték fel 1999. június 9-én.